# توماس فيتزيمونز
توماس فيتزيمونز هو سياسي أمريكي، ولد في 1 أكتوبر 1741 في جمهورية أيرلندا، وتوفي في 26 أغسطس 1811 في فيلادلفيا في الولايات المتحدة. نشط حزبياً في الحزب الفيدرالي الأمريكي. وقد انتخب عضو مجلس النواب الأمريكي ‏ (4 مارس 1789 – 3 مارس 1795).